# KRT84
KRT84 هوَ كيراتين.